# Romper el círculo (novela)
It Ends with Us es una novela romántica de Colleen Hoover, publicada por Atria Books el 2 de agosto de 2016. Se basa en la relación entre su madre y su padre, Hoover lo describió como "el libro más difícil que he escrito jamás". Explora temas de violencia doméstica y abuso emocional .
Para 2019, la novela había vendido más de un millón de copias en todo el mundo y había sido traducida a más de veinte idiomas. En 2021, la novela experimentó un resurgimiento de popularidad a través de TikTok y encabezó las listas de ventas de 2022 y 2023. En octubre de 2022 fue publicada una secuela titulada It Starts with Us (Si comienza con nosotros). En agosto de 2024 se estrenó una adaptación cinematográfica, con guion de Christy Hall. Fue dirigida por Justin Baldoni, con Blake Lively, Baldoni y Brandon Sklenar en los papeles principales.

## Trama
Lily Bloom, una graduada universitaria de 23 años, se muda a Boston con la esperanza de abrir su propia floristería. Creció en una familia rota: su difunto padre, Andrew, abusaba físicamente de su madre, Jenny, lo que llevó a Lily a resentirlo, así como a resentirlo a su madre por quedarse con él. Recientemente pronunció un elogio en el funeral de Andrew en su ciudad natal de Plethora, Maine, durante el cual anunció que enumeraría las cinco cosas que más amaba de él, luego permaneció en silencio durante varios segundos antes de marcharse.
Al leer sus viejos diarios de infancia, Lily recuerda a su primer amor, Atlas Corrigan, quien se fue para enlistarse en el ejército prometiendo regresar a ella. Más tarde conoce a Ryle Kincaid, un neurocirujano encantador y ambicioso de 30 años. Se sienten mutuamente atraídos, pero no buscan una relación ya que Lily busca un compromiso mientras que Ryle solo está interesado en una serie de aventuras casuales. Sin embargo, una vez que Lily inicia con éxito su negocio, continúan reuniéndose y finalmente comienzan una relación.
Una noche, Lily se ríe cuando Ryle deja caer accidentalmente una cazuela, y él la abofetea enojado antes de disculparse frenéticamente. Lily recuerda su infancia; aunque horrorizada, decide que son diferentes de sus padres y acepta sus disculpas, pero le advierte que se irá si la vuelve a lastimar.
Mientras cena en un restaurante donde Atlas trabaja, Lily se reencuentra con él, lo que hace que Ryle se sienta celoso al instante a pesar de su insistencia en que Atlas es solo un amigo. Al notar el ojo magullado de Lily y la mano vendada de Ryle, Atlas sospecha que Ryle puede estar abusando de ella y en secreto le da su número de teléfono.
Una noche, Lily y Ryle se casan impulsivamente en Las Vegas, y tienen un matrimonio estable hasta que él encuentra el número de Atlas y la empuja por las escaleras. Luego confiesa que accidentalmente disparó y mató a su hermano Emerson cuando era niño, lo que le provocó un trauma sin resolver que se manifiesta en ataques de ira incontrolable. Lily lo perdona, pero luego él encuentra y lee sus diarios de infancia; creyendo que ella está teniendo un romance con Atlas, intenta violarla, dejándola inconsciente cuando ella intenta defenderse.
Lily se despierta, escapa de la casa y llama a Atlas. Él la lleva al hospital, donde ella descubre que está embarazada del hijo de Ryle, pero decide mantenerlo en secreto. Ella se queda con Atlas durante unos días mientras Ryle se va a realizar una beca en Inglaterra, y finalmente regresa a casa mientras Ryle todavía está fuera del país. Atlas admite que todavía tiene sentimientos por Lily, pero los ha reprimido debido a su matrimonio con Ryle. Finalmente, Lily comprende lo que sufrió su madre y le cuenta a Jenny sobre el abuso. Jenny le ruega a Lily que deje a Ryle y no cometa los mismos errores que ella.
Cuando Ryle regresa, Lily forma una tregua tentativa con él y le permite ayudarla durante los últimos meses de su embarazo, pero permanece emocionalmente distante de él. Más tarde, Lily da a luz a una hija, a la que llama en honor al hermano fallecido de Ryle. Después de dar a luz, Lily se da cuenta de que no quiere que su hija crezca siendo testigo de los arrebatos agresivos de Ryle y le dice que quiere el divorcio. Él le ruega entre lágrimas que lo reconsidere, pero finalmente comprende su perspectiva y acepta separarse después de que ella le pregunta cómo reaccionaría si su hija le dijera que está siendo abusada por su pareja. Lily espera haber terminado finalmente con el ciclo de abuso en su familia y le dice a su hija: "Se acaba con nosotras".
En el epílogo, Lily, que es co-padre con Ryle, encuentra a Atlas y le dice que está lista para reiniciar su relación con él.

## Antecedentes y publicación
It Ends with Us fue publicado por Atria Books el 2 de agosto de 2016.  Basándose en la relación entre su madre y su padre, Hoover lo describió como "el libro más difícil que he escrito jamás". Explora temas de violencia doméstica y abuso emocional. Sin embargo, el libro todavía se presenta como una "novela romántica". El editor del libro lo describió como una historia sobre "una adicta al trabajo con un romance demasiado bueno para ser verdad que no puede dejar de pensar en su primer amor". 
El 18 de abril de 2023 se publicó una "edición coleccionista" especial del libro. Incluye una sesión de preguntas y respuestas entre Hoover y su madre y viene en tapa dura con una cubierta estampada en papel de aluminio, encuadernación estampada en papel de aluminio y hojas de guarda de nuevo diseño que envuelven las tapas delantera y trasera.

### Libro para colorear
En 2023, Hoover anunció el lanzamiento planificado de un libro para colorear basado en It Ends With Us. Más tarde decidió cancelar el proyecto tras la reacción negativa de los lectores, afirmando: "El libro para colorear se desarrolló teniendo en cuenta la fuerza de Lily, pero puedo ver absolutamente cómo esto fue insensible". Atria Books confirmó más tarde a través de la plataforma de redes sociales X (anteriormente Twitter) que no continuarían con la publicación del libro para colorear.

## Recepción

### Críticas
En una reseña destacada, Kirkus Reviews escribió: "Las relaciones están retratadas con compasión y honestidad" y concluyó que la novela "ilustra poderosamente la devastación del abuso y la fortaleza de los sobrevivientes". Romantic Times afirmó: " It Ends with Us es un ejemplo perfecto de la habilidad de la autora para escribir y de su capacidad para entrelazar tramas edificantes, románticas y sombrías. Sin importar el nivel de fanatismo de cada uno, los lectores amarán y respetarán a la protagonista Lily y aprenderán algo de sus luchas".

### Ventas
En 2019, la novela había vendido más de un millón de copias en todo el mundo y había sido traducida a más de veinte idiomas.
En 2021, la novela (y las obras de Hoover en general) experimentaron un aumento de popularidad debido a la atención de la comunidad #BookTok en TikTok. En enero de 2022, It Ends with Us debutó en el número 1 en la lista de los más vendidos del New York Times. Fue el número 1 en la lista de adultos de Publishers Weekly y el número 1 en general en los primeros seis meses de 2022, vendiendo un total de 925,221 unidades. También fue el número 1 en la lista anual de Publisher Weekly, vendiendo un total de 2.729.007 copias. También fue la novela más vendida de 2023, con un total de 1.292.733 ejemplares.  It Ends With Us tiene más de mil millones de etiquetas en TikTok.
Tras el lanzamiento del tráiler de la adaptación cinematográfica, la novela volvió al número uno en Amazon. El 11 de agosto de 2024, dos días después del estreno de la película, la novela volvió al número uno de la lista de libros más vendidos de The New York Times.

### Premios
La novela ganó el premio Goodreads Choice Award 2016 al mejor romance.

## Secuela
En febrero de 2022, Atria Books anunció que publicaría una secuela de It Ends with Us en octubre de 2022. La continuación, titulada It Starts with Us, se publicó el 18 de octubre de 2022.   La secuela continúa desde donde terminó It Ends with Us y se centra en la relación entre Lily y Atlas. 

## Adaptación cinematográfica
En julio de 2019, Justin Baldoni adquirió los derechos de la novela para una adaptación cinematográfica, producida a través de su compañía Wayfarer Entertainment. En enero de 2023, Blake Lively fue elegida para el papel de Lily Bloom. Baldoni, que interpreta a Ryle Kincaid, dirigió la película y Christy Hall adaptó el guion. En abril de 2023, Brandon Sklenar fue elegido para interpretar el papel de Atlas. El rodaje comenzó en Hoboken, Nueva Jersey, el 5 de mayo de 2023.  La película se estrenó en cines el 9 de agosto de 2024.